# Faut-il avoir peur du nucléaire ?
Faut-il avoir peur du nucléaire? est un livre publié en avril 2011 et rédigé sous forme de conversation entre Claude Allègre, géochimiste et homme politique français, membre de l’Académie des sciences et Dominique de Montvalon, journaliste, écrivain et éditorialiste, ancien directeur de la rédaction du quotidien Le Parisien.
Écrit au lendemain de l’accident nucléaire de Fukushima et en plein cœur du débat sur le nucléaire civil, le livre affiche pour objectif de « donner à chacun les éléments scientifiques, techniques, économiques et politiques pour se faire une opinion fondée sur la raison et non sur l’émotion ou la peur ».
L’auteur y affirme notamment « Prendre sa voiture le dimanche est un risque beaucoup, beaucoup plus élevé que le nucléaire ! »
Dans le mensuel La Recherche, un critique de livres a estimé, en juin 2011, que « ce petit livre est un plaidoyer pour l'énergie nucléaire où Claude Allègre se soumet à un feu de questions. On y lit les éternelles attaques contre les médias, quelques arguments d'autorité sur la sûreté de nos centrales, pas grand-chose sur les déchets ou l'économie du nucléaire ».